# Oleg Skripočka
Oleg Ivanovič Skripočka (in russo Оле́г Ива́нович Скри́почка?; Nevinnomyssk, 24 dicembre 1969) è un cosmonauta e ingegnere russo che ha preso parte a tre missioni di lunga durata sulla ISS.

## Studi e carriera a RKK Ėnergija
Nel 1993 si è laureato in ingegneria meccanica con specializzazione nella costruzione dei razzi all'Università tecnica statale moscovita N. Ė. Bauman.
Nello stesso periodo ha lavorato come fabbro, tecnico e poi, dopo la laurea, come ingegnere addetto allo sviluppo degli hardware di terra delle navicelle cargo e del loro trasporto nel dipartimento 125 della società russa RKK Ėnergija.

## Carriera come cosmonauta
Il 28 luglio 1997 è stato selezionato come candidato cosmonauta del Gruppo RKKE 14 di Ėnergija. Tra il 16 gennaio 1998 e il 26 novembre 1999 ha frequentato e superato l'addestramento base al Centro di addestramento cosmonauti Jurij Gagarin (GCTC), diventando ufficialmente un cosmonauta assegnabile alle missioni spaziali. Nei primi di dicembre del 2002 era stato assegnato come membro dell'equipaggio di riserva dell'Expedition 6, tuttavia l'incidente dello Shuttle Columbia ha causato delle modifiche nelle assegnazioni degli equipaggi. La sua seconda possibilità di volare nello spazio si è presentata a maggio 2006 venendo assegnato come membro di riserva dell'Expedition 19, anche se successivamente è stato trasferito all'equipaggio di riserva dell'Expedition 17. 
Skripočka nel frattempo ha continuato ad addestrarsi anche nelle esercitazioni necessarie per il volo, come l'addestramento di sopravvivenza in acqua nel giugno del 2006 vicino a Sebastopoli, insieme ai cosmonauti Jurij Valentinovič Lončakov e Oleg Artem'ev. A febbraio 2018 ha svolto l'addestramento invernale con Andrej Babkin e Shannon Walker e a luglio quello in acqua con Christina Koch, in vista dell'assegnazione come comandante della Sojuz MS-12 per la missione spaziale Expedition 59/60 insieme a Kock, ma a seguito dell'incidente della Sojuz MS-10 è stato sostituito da Aleksej Ovčinin.

### Expedition 25/26
A novembre del 2008 è stato assegnato direttamente all'equipaggio principale della Sojuz TMA-01M con i colleghi Aleksandr Kaleri e Scott Kelly, iniziando così l'addestramento di due anni specifico per la missione. Alla fine di gennaio 2010 Skripočka, Kaleri e Evgenij Tarelkin hanno partecipato all'addestramento di sopravvivenza nella zona boschiva innevata intorno a Mosca. Il 14 e 15 settembre 2010 Skripočka e il restante equipaggio della Sojuz TMA-01M hanno superato gli esami del GCTC sul segmento russo e, per la prima volta, quello della nuova versione della Sojuz, la Sojuz TMA-M, con il sistema di controllo di volo digitale e computer di volo più performanti.
Dopo tredici anni di addestramento, Skripočka è partito per la sua prima missione il 7 ottobre 2010 durante la quale ha trascorso 159 giorni sulla ISS per le Expedition 25/26 compiendo attività scientifica, manutenzione e tre attività extraveicolari (EVA), svolte con i colleghi Fëdor Jurčichin e Dmitrij Kondrat'ev tra novembre 2010 e febbraio 2011. Il 16 marzo 2011 è atterrato a 86 chilometri a nord della città di Arkalyk, in Kazakistan. Al loro ritorno Skripočka e Kaleri sono stati trasferiti dal Corpo cosmonauti di RKK Ėnergija e quello unificato di Roscosmos.

### Expedition 47/48
Il 27 gennaio 2014 Roscosmos ha assegnato a Skripočka il ruolo di comandante dell'equipaggio di riserva della Sojuz TMA-18M, insieme all'astronauta Thomas Pesquet e Sergej Prokop'ev. Nel caso di sostituzione dell'equipaggio primario con quello di riserva, Skripočka sarebbe stato l'unico dei tre a restare nello spazio per più di dieci giorni. Contemporaneamente è stato assegnato all'equipaggio principale della Sojuz TMA-20M. Pochi giorni dopo ha partecipato insieme ai suoi futuri membri dell'equipaggio, Aleksej Ovčinin e Jeffrey Williams, al solito addestramento di sopravvivenza nelle zone boschive innevate vicino a Mosca.
Il 18 marzo 2016 è partito per la sua seconda missione spaziale dal Cosmodromo di Bajkonur con il comandante Ovčinin e l'ingegnere di volo 2 Williams in direzione ISS. Dopo sei ore di viaggio, la Sojuz TMA-20M si è attraccata al boccaporto del modulo Poisk nel segmento russo. Dopo 172 giorni di missione (Expedition 47/48), il 7 settembre 2016 Skripočka e gli altri membri dell'equipaggio sono atterrati in Kazakistan, concludendo così le missioni svolte dalla versione della navicella Sojuz TMA-M, a favore della sua versione più aggiornata Sojuz MS.

### Expedition 61/62
Nel 2019 è stato assegnato come comandante della Sojuz MS-15 insieme all'astronauta NASA Jessica Meir e il cosmonauta degli Emirati Arabi Hazza Al Mansouri per le Expedition 61/62.  Il 30 agosto ha completato gli esami di pre-volo al GCTC,  venendo assegnato ufficialmente alla missione dalla Commissione Interdipartimentale. La partenza è avvenuta il 25 settembre 2019, attraccando poche ore dopo alla ISS. Durante la sua permanenza sulla Stazione, si è occupato della manutenzione del Segmento russo, dello sgancio e dell'attracco rispettivamente dei veicoli cargo Progress MS-12 e Progress MS-13, dell'esecuzione di decine di esperimenti scientifici e, come Comandante dell'Expedition 62, della sicurezza della Stazione, del suo equipaggio e del conseguimento degli obiettivi della missione. Dopo 204 giorni di missione, il 17 aprile 2020, è tornato sulla Terra con Meir e Andrew Morgan atterrando nel Kazakistan. 

## Vita privata
Skripočka è sposato con Elena Milovanova e hanno una figlia (Dar'ja, 2005) e un figlio (Denis, 2008). Durante la scuola superiore Nº 28 di Zaporižžja faceva parte del gruppo Giovani cosmonauti della scuola nominata in onore al cosmonauta Komarov. Al momento della selezione di cosmonauta nel 1997 aveva già effettuato più di 200 salti col paracadute e nel 2008 ha raggiunto quota 300.